# Муштабель

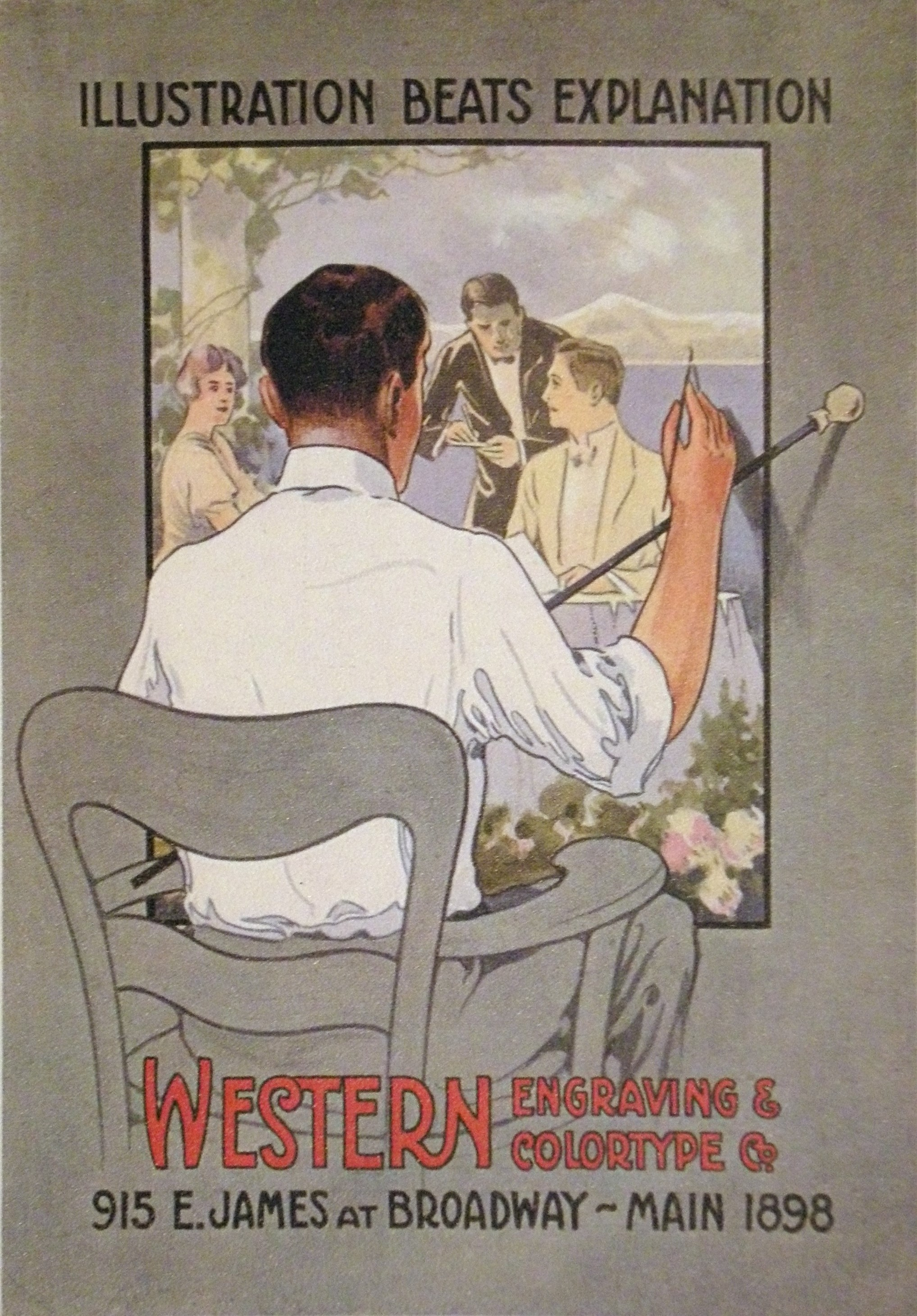

Мушта́бель (пол. musztabel) — приспособление, напоминающее деревянную указку с шариком на конце. Живописцы используют муштабель для поддержки ведущей (обычно правой) руки при работе над мелкими деталями картины, чтобы обеспечить её твёрдость и не касаться ещё не высохшей краски. При работе муштабель держат, так же как и палитру с кистями, в левой руке.
Как правило, изготавливается из дерева, слегка сужается к одному концу. Может состоять из 2−3 частей общей длиной 0,5−1 м. Завершается муштабель шариком: набивным или пробковым. При работе художник легко опирается шариком муштабеля на поверхность, держа рейку в левой руке, либо кладет свободный конец приспособления на край картины. Также для опоры муштабеля можно забить несколько гвоздиков на разных уровнях в боковые бруски подрамника.

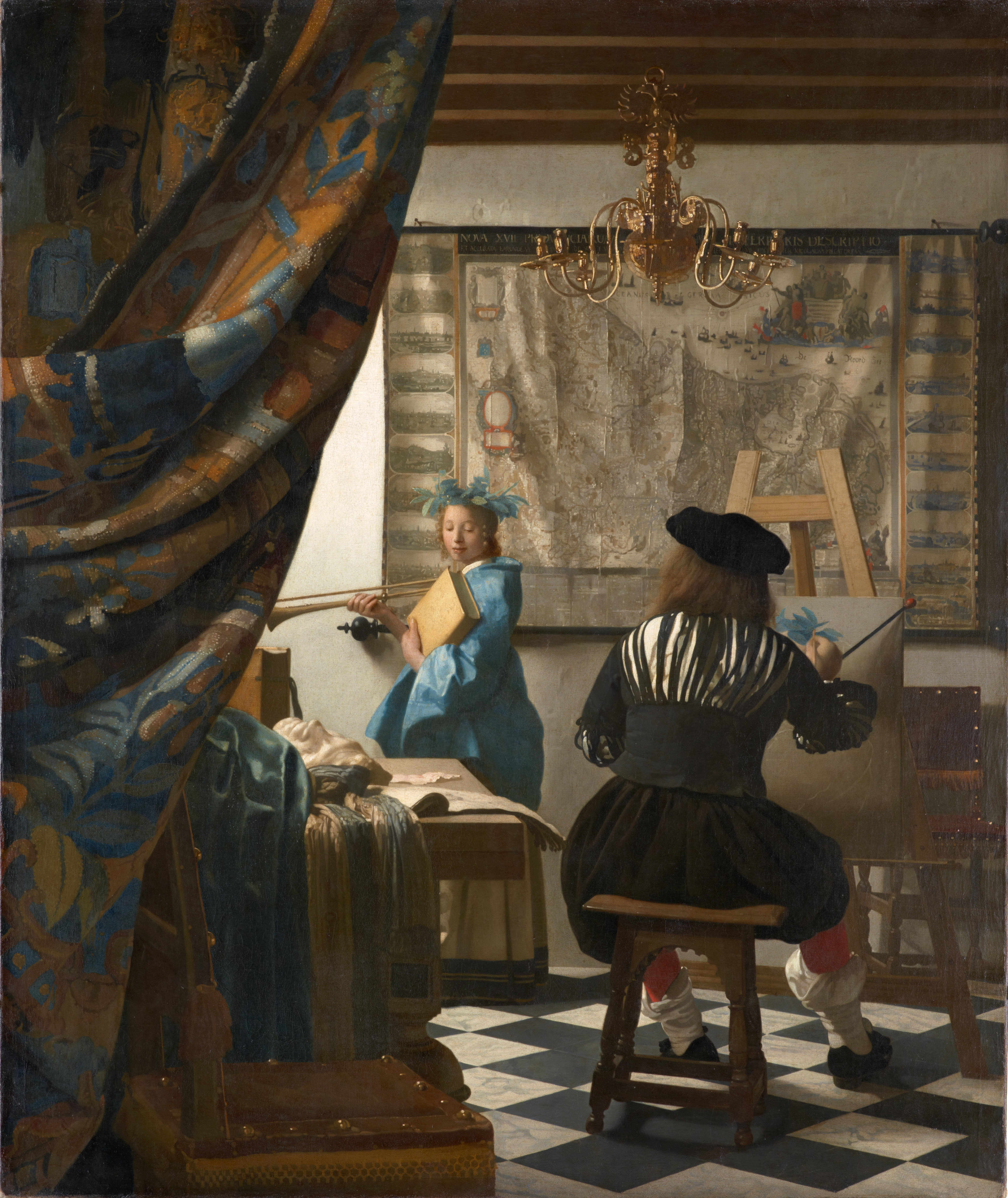
Ян Вермеер – Искусство живописи

Как отмечал Фёдор Рерберг, его ученики уже не пользовались муштабелями, считая это дурным тоном, а впоследствии художники даже не знали, что это такое. Молодые художники, чему он был свидетель, упирались в полотно вместо муштабеля кулаком[значимость факта?]. Рерберг вспоминал, что, в своё время он видел, как Репин, будучи уже зрелым мастером, пользовался муштабелем. По мнению Рерберга, в любом случае, для живописца необходимо развивать твёрдость руки, пользуясь опорой только изредка. Иллюстратор Джеймс Гарни вместо муштабеля использует отшлифованную деревянную линейку, обработанную тунговым маслом. Деревянная распорка удерживает линейку на высоте около 2 см над поверхностью рисунка.
Но, например, Уинстон Черчилль использовал муштабель при написании своих картин и в более позднее время.

## Галерея

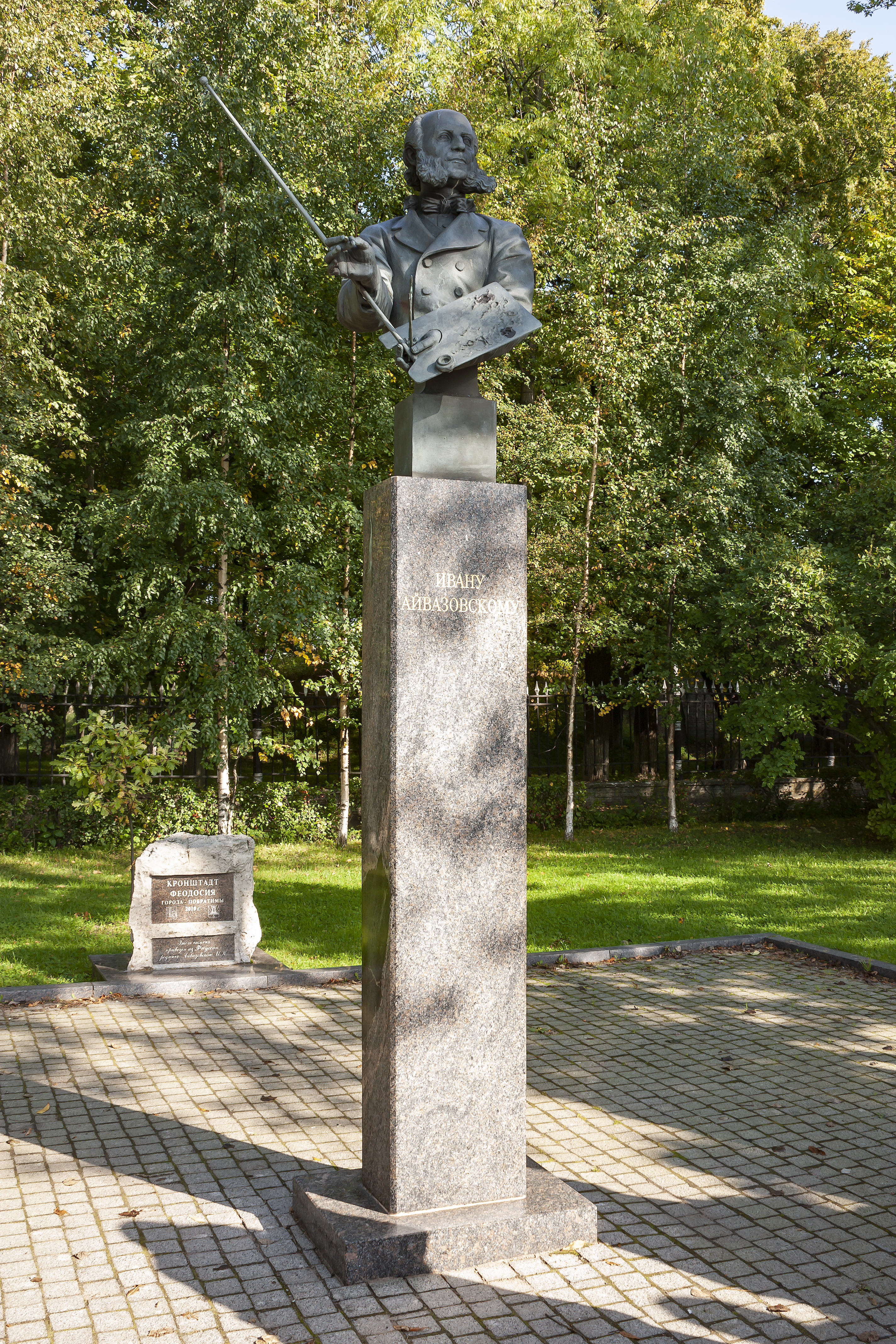
Муштабель в руках у Айвазовского. Из-за его необычной формы и редкости туристы как правило не понимают, что за «палка» в руках у художника.

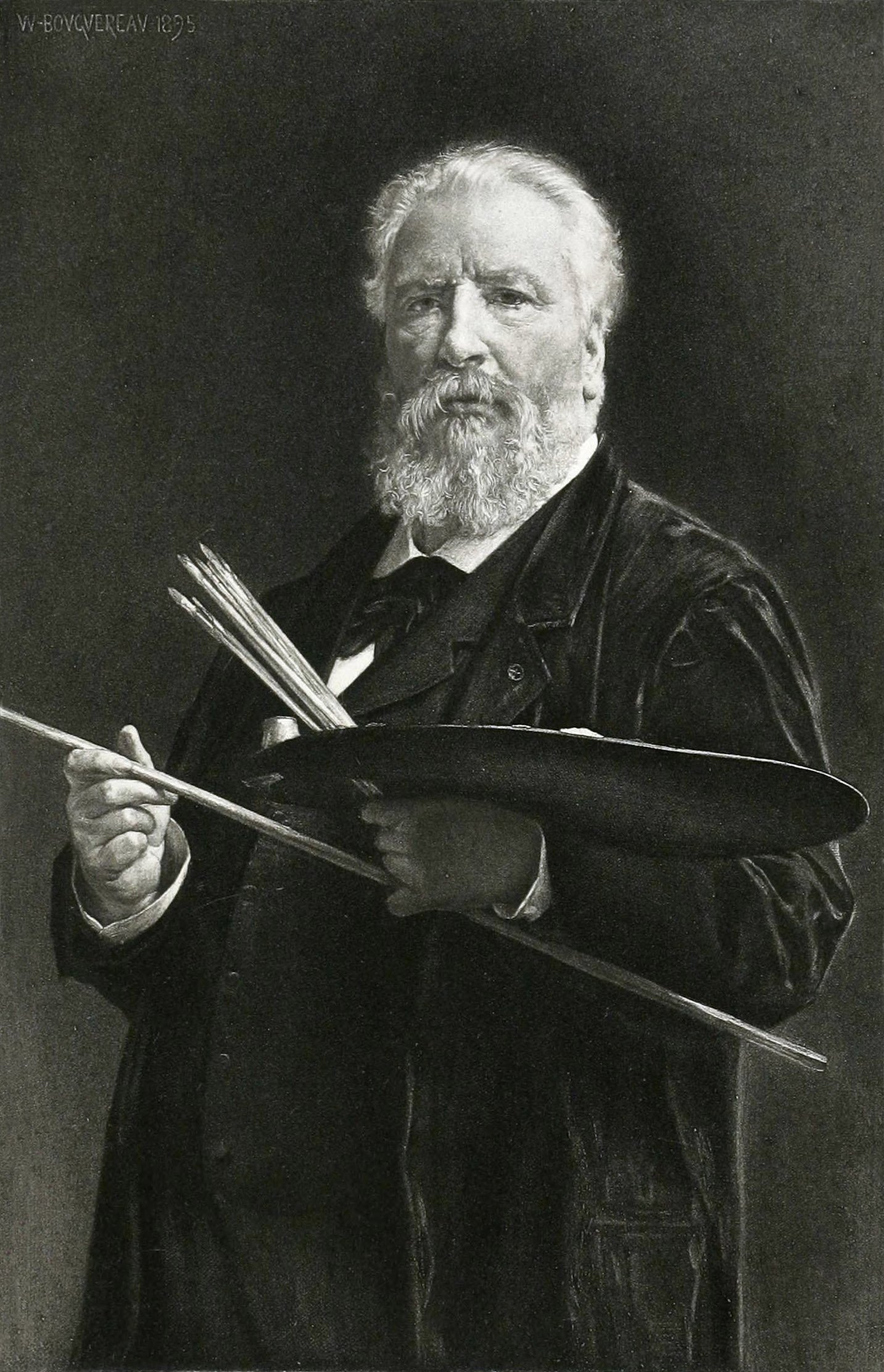
William-Adolphe Bouguereau holding painting implements
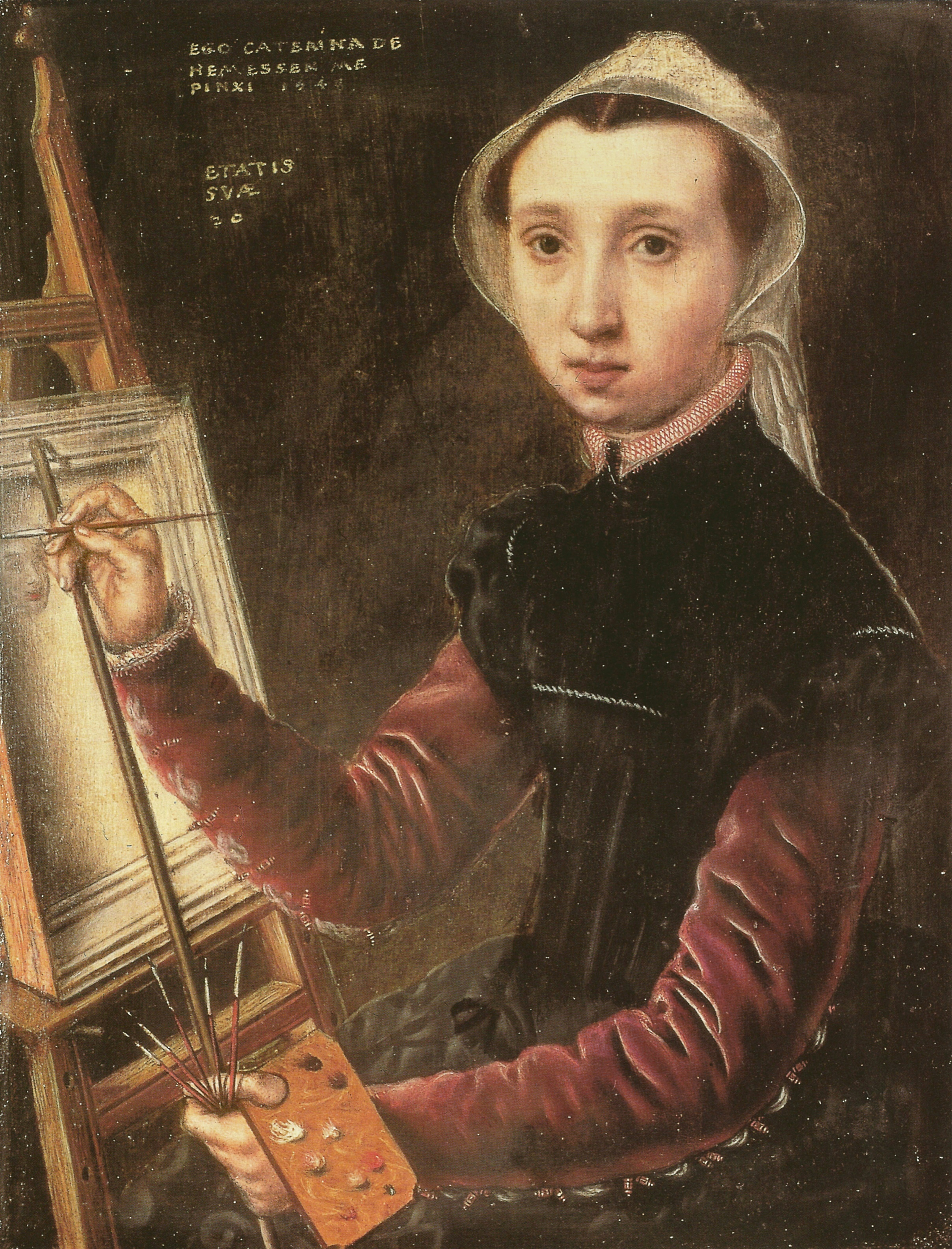
Self portrait of Caterina van Hemessen
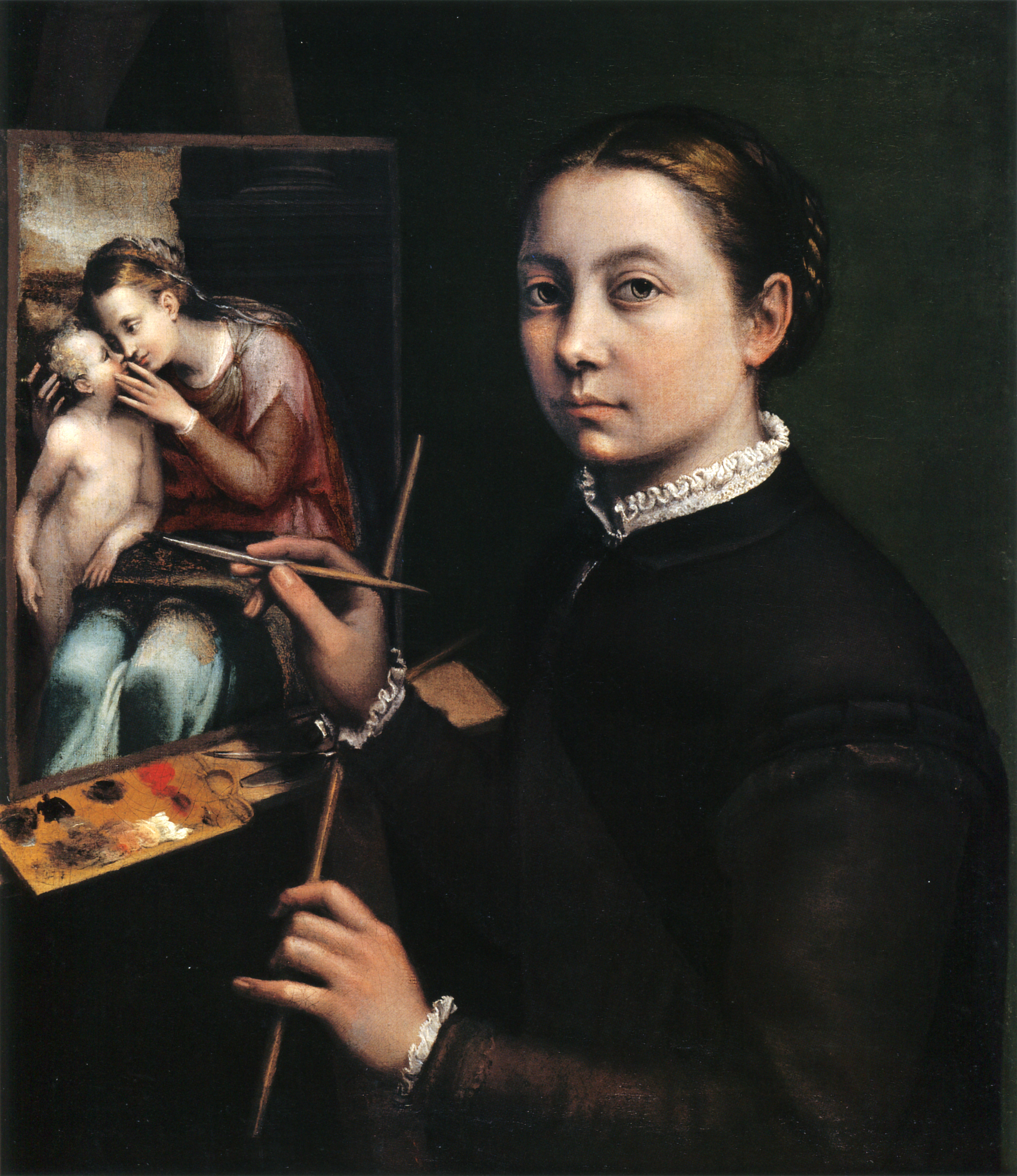
Self-portrait by Sofonisba Anguissola
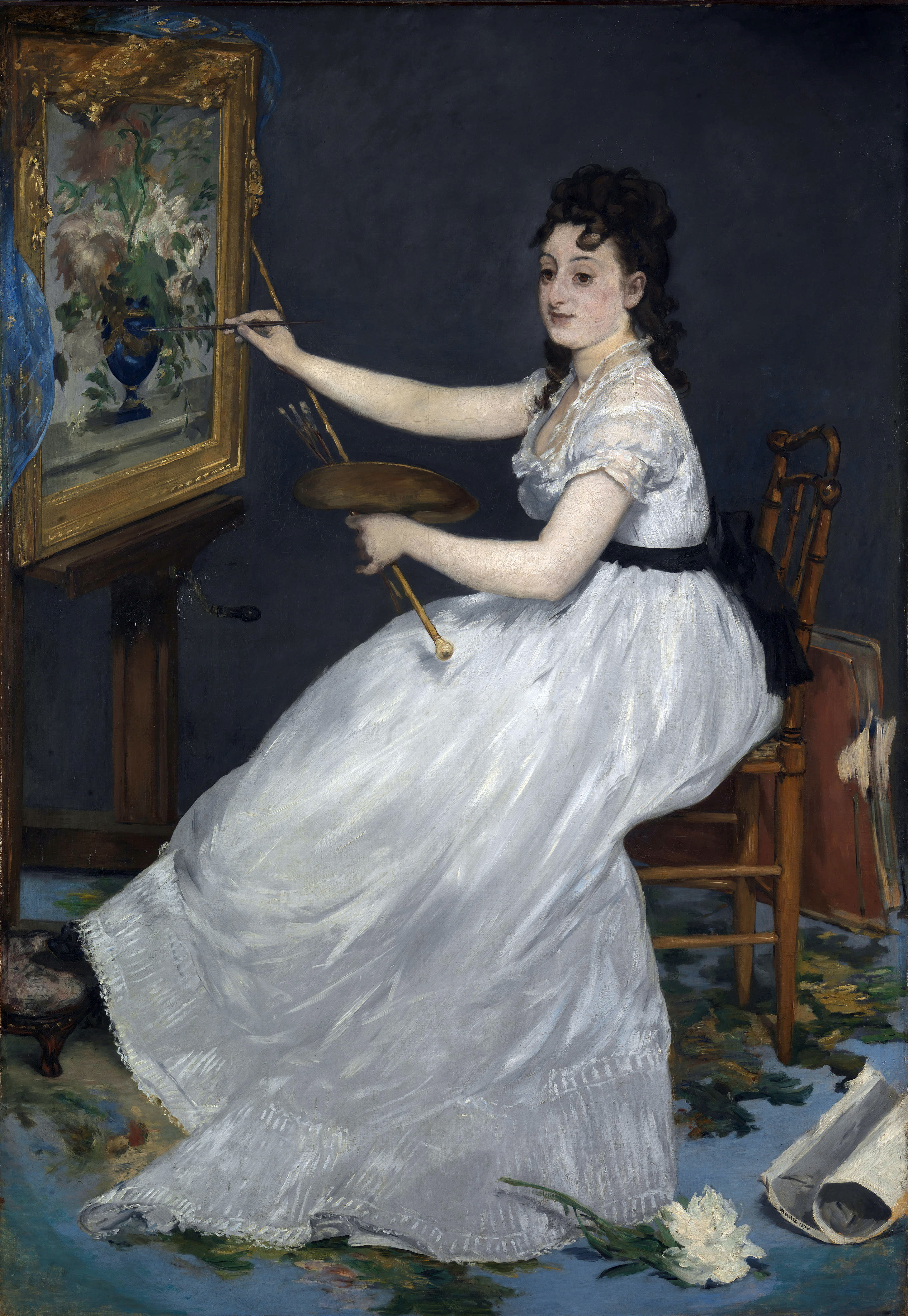
Portrait of Eva Gonzalès, by Édouard Manet
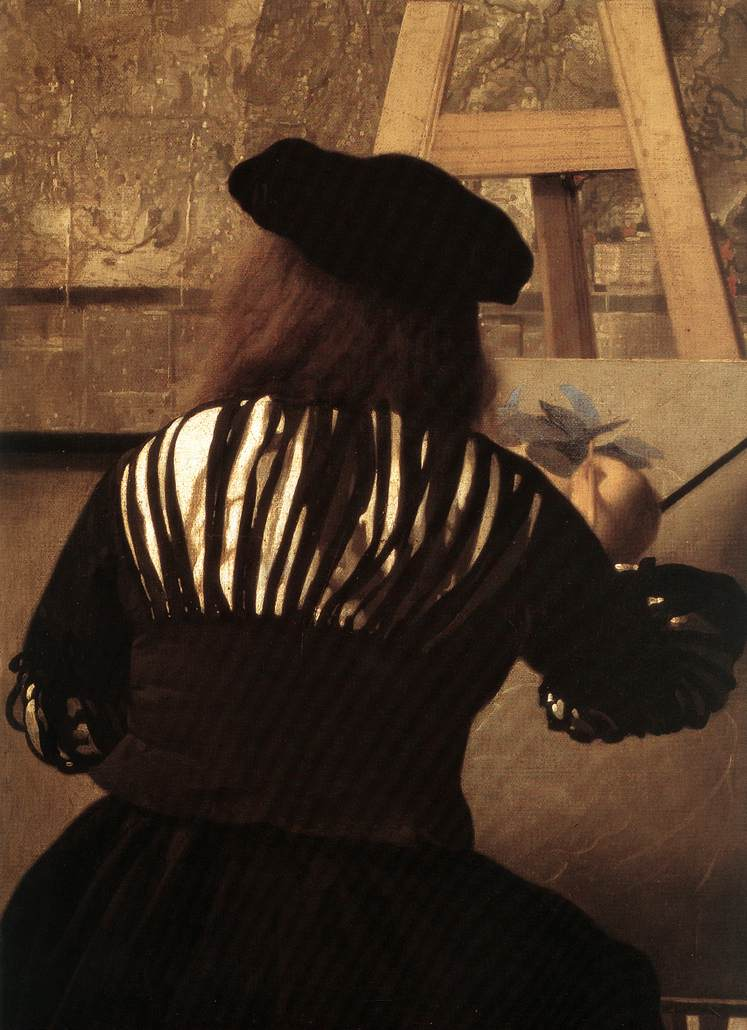
Detail of Vermeer's The Art of Painting with artist using mahlstick